# Scopula pallidisalsa
Scopula pallidisalsa är en fjärilsart som beskrevs av Louis Beethoven Prout 1932. Scopula pallidisalsa ingår i släktet Scopula och familjen mätare. Inga underarter finns listade.